# Georg Ernst (Mediziner)

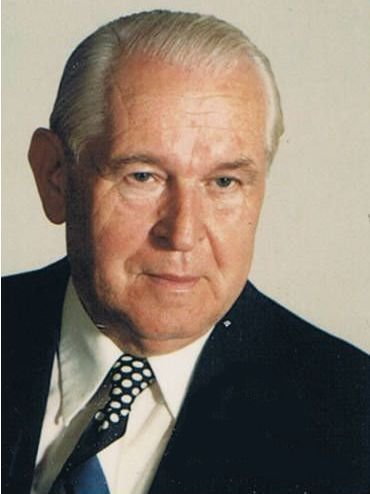
Georg Ernst, 1960

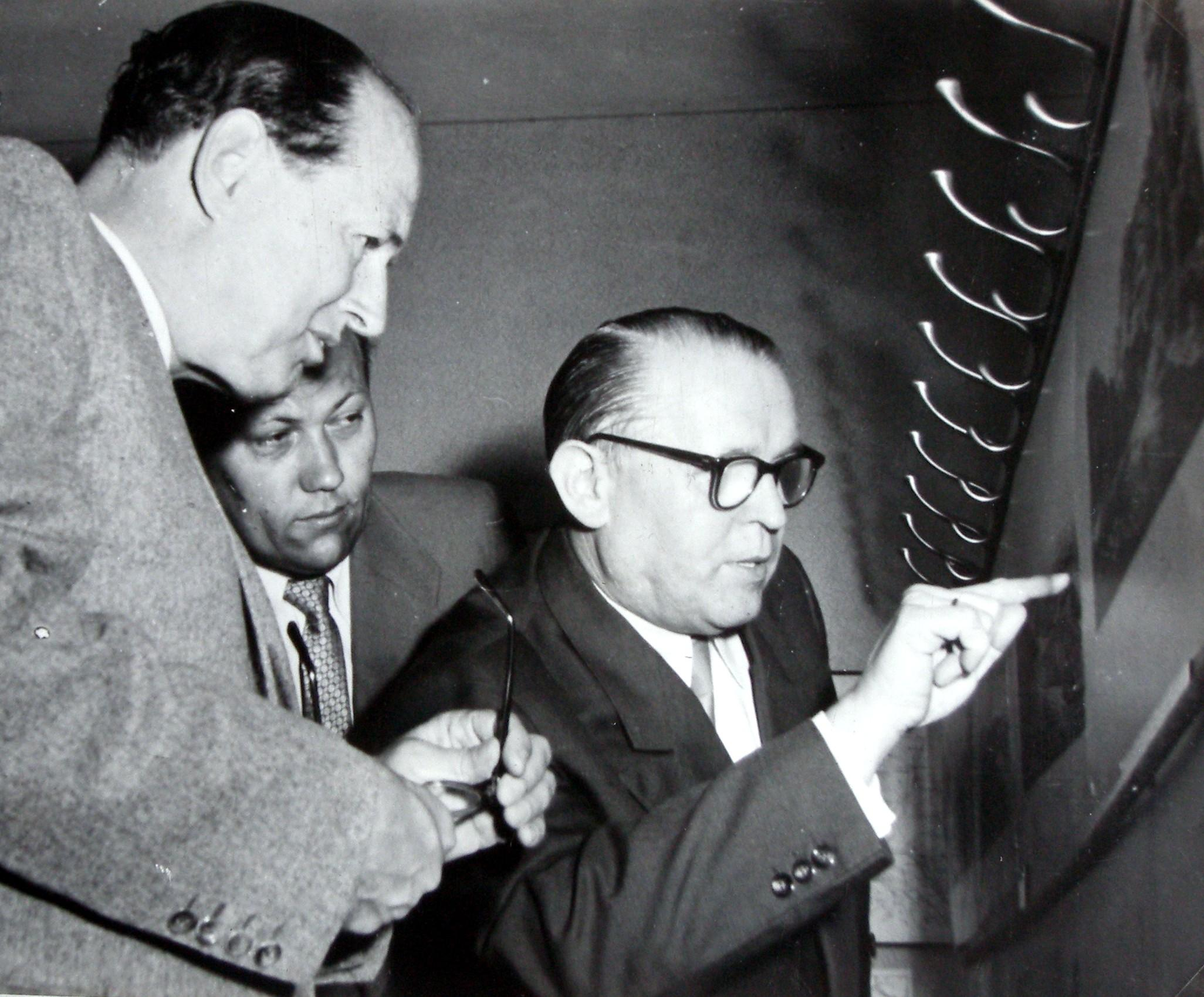
Georg Ernst bei der Präsentation seiner Ausstellung „Geschichte Weißer Hirsch – Loschwitz“ 1953 mit Manfred von Ardenne (links) und dem CDU-Vorsitzenden Friedrich Mayer (Mitte)

Georg Ernst (* 24. April 1900 in Donauwörth; † 18. März 1990 in Rastatt) war ein deutscher Internist. Er gilt als einer der Aktivisten der ersten Stunde nach der Dresdner Bombennacht vom 13. Februar 1945 und war 1961 Begründer des Dresdner Arbeitskreises „Heimatgeschichte, Denkmalspflege und Naturschutz“ (im Deutschen Kulturbund der DDR), den er bis 1965 leitete.

## Leben
Georg Ernst stammte aus einer Donauwörther Beamtenfamilie. Nach der Reifeprüfung am Gymnasium bei St. Stephan in Augsburg studierte er Medizin in Würzburg und Freiburg im Breisgau. Als Assistenzarzt arbeitete er 1926/27 am Diakonissenkrankenhaus Freiburg/Br. bei Schüle und von 1927 bis 1931 an der Medizinischen Universitätsklinik Münster bei Paul Krause. Von 1931 bis 1935 war Ernst Oberarzt am Röntgen- und Radium-Institut Dr. Nahmmacher Dresden, Altenzellerstraße. Am 1. November 1935 eröffnete er als Internist und Röntgenologe eine Praxis im Stadtteil Weißer Hirsch, Bautzener Landstraße 4 gegenüber dem bekannten Lahmann-Sanatorium. Dienstverpflichtungen im Dresdner Gesundheitswesen waren unter anderem die Tuberkuloseberatung Freital, die Schularzttätigkeit für den Weißen Hirsch und Bühlau und die Mütterberatung.
Als Notarzt im Einsatz und diensthabend in der Bombennacht des 13. Februar 1945 am Dresdner Hauptbahnhof hinterließ Ernst zahlreiche Erlebnisberichte von Betroffenen und eigene Schilderungen. Noch in der Nacht hat er mit weitgehend eigenen Mitteln das Parkhotel Weißer Hirsch als Notlazarett und erste Auffangstelle eingerichtet, wobei er viele Kollegen zur Mitarbeit gewinnen konnte. Hier wurden vom 14. Februar bis 7. Mai 1945 über 6000 Verletzte, Kranke und Hilfsbedürftige versorgt. Nach dem Einmarsch der Roten Armee wurde trotz Verbots der Sowjets und der Behörden das Notlazarett noch weitergeführt. Am 12. Mai 1945 erhielt Ernst zusammen mit Fleischer durch den sowjetischen Kommandeur Vollmachten zum Aufbau des Dresdner Gesundheitswesens. Fünf Tage später, am 17. Mai, wurde Ernst die Leitung des Krankenhauses Dresden-Loschwitz (ehemals Sanatorium Dr. Möller) übertragen, die er bis Januar 1946 innehatte. Vom 27. November 1946 bis 31. Dezember 1949 war Ernst als Internist und Röntgenarzt dienstverpflichtet am Krankenhaus der Sowjetischen Militäradministration (SMAD) im ehemaligen Lahmann-Sanatorium.
Im Jahr 1950 erfolgte die Neueröffnung der Ernstschen Praxis Weißer Hirsch, Collenbuschstraße 16. Neben seiner Praxistätigkeit arbeitete er im Vorstand der Kreisgewerkschaftsgruppe Ärzte und im Vertrauensärztlichen Dienst. Er hielt zahlreiche Vorträge zur Heimatgeschichte und organisierte Ausstellungen und Ärztefeste. Seine Praxis wurde 1966 als Poliklinik übernommen, nachdem er mit Erreichen des Rentenalters zum Zwecke der Familienzusammenführung nach Baden umzog. Als Chefarzt der Kurkliniken Dr. Wagner Sasbachwalden arbeitete er bis 1976.
Die Auszeichnung als Verdienter Arzt des Volkes war ihm 1963 besonders für seine „persönliche Initiative beim Neuaufbau unserer gesundheitlichen Versorgung als Aktivist der ersten Stunde“ (Grube, Ärztlicher Direktor der Medizinischen Akademie „Carl Gustav Carus“, Schreiben vom 10. Dezember 1963) zuerkannt worden.

## Werke

### Medizinisch wissenschaftliche Veröffentlichungen
- Die Verkalkungsvorgänge an den Rippenknorpeln. In: Fortschritte auf dem Gebiete der Röntgenstrahlen Band XXXIX Heft 3, S. 485–494
- Rheuma und Rheumabekämpfung ein soziales Problem (zusammen mit H.J. Broichmann) Fischer-Verlag Jena 1929, 86 Seiten
- Die Anwendung der Chemotherapie in der Karzinombehandlung. In: Strahlentherapie 44 (1932), S. 97–108
- Einfache Einstelltechnik zur Darstellung seitlicher Rippenbrüche im Bereiche der unteren Brusthälfte. In: Röntgenpraxis 5 (1933), Heft 2
- Über die Wirkung der rohen Apfeldiät bei Darmerkrankungen. In: Münchner Medizinische Wochenschrift 1933, Nr. 40, S. 1562
- Die Hypophysenvorderlappenhormontherapie in Kombination mit der Strahlenbehandlung – Wirkung auf das Genitalkarzinom der Frau. In: Strahlentherapie 48 (1933), S. 552–561
- Zweckmäßige Röntgentechnik zur Diagnose der Pankreatitis und der Pankreastumoren. In: Medizinische Welt Nr. 23 (1934), S. 1–3
- Kombinierte Strahlenbehandlung und Chemotherapie […] bei Karzinomkranken und bei Geschwülsten. In: Radiologische Rundschau Band II (1934), S. 223–240
- Stand, Erfahrungen und Fortschritte der modernen Strahlentherapie unter bes. Berücksichtigung der malignen Tumoren. In: Deutsche Med. Wschr. Nr. 27 (1934), S. 1008f

### Kulturhistorische Arbeiten und Aktivitäten
- Das Ordinationsbuch des niedersächsischen Dichterarztes Friedrich Wilhelm Weber. In: Die Medizinische Welt 1934, Nr. 38
- Kuriositäten aus einem alten Frauenbüchlein von Anno 1676. In: Die Medizinische Welt 1934, Nr. 3
- Tabakscollegia als Hinderungen nothwendiger Pflichten. In: Die Medizinische Welt 1935, Nr. 27
- Ein Kalender vom Jahre 1812 mit bisher unveröffentlichten Notizen von Jean Paul Friedrich Richter.[2]

- Spuren Gottes, Gerichte Gottes, Heimat Gottes – Lichtbildvorträge zur Geschichte Dresdens in der katholischen Gemeinde St. Franziskus Xaverius, 1952
- Die kulturhistorische Bedeutung der Landschaft Loschwitz – Weißer Hirsch – Pillnitz, Vortrag am 26. Oktober 1953
- Aus der Kulturgeschichte des Dresdner Weinbaus. Vortrag beim Kulturbund, Sektion Botanik und Gartenbau, Dresden Pillnitz am 24. November 1954
- Richard Wagner und Dresden mit Stellbuch zur Gedenkausstellung Richard Wagner zum 150. Geburtstag 1963 im Glockenspiel-Pavillon des Zwingers
- „Neuralgischer Punkt“, Frühlingsfest der Ärzte 2. April 1960
- „Äskulap auf Draht“ Ärztefest 22. April 1961
- „Äskulap bändigt den Twist“ Ärztefest 16. November 1963

### Dichtungen (Auswahl)
- Text des St. Benno-Liedes („St. Benno hat mit heiliger Hand die Trauben gesegnet im Meißner Land …“) – Musik von Heinrich Eckardt
- Text des St. Hubertus-Liedes („Sankt Hubertus, du Schutzherr des Waldes, mit Wundern und Zeichen verklärt …“) – Musik von Georg Rotsch
- Gloria. Die seltsame Geschichte vom Tode einer Puppe und vom Leben eines Kindes. Eine Phantasiegeschichte. Dresden 1945 mit Bildern von Charlotte Baron-Raabe
- Epistula Resurrectionis. Eine Osterepistel. Dresden Karsamstag 1945 (unveröffentl.)
- Weihnachtsgeisterchen. Deutsche, französische und englische Ausgabe unter Pseudonym Ernst [Ernest] Corvus, Friesverlag Berlin 1947, mit Bildern von Charlotte Baron-Raabe
- Gülding, der Goldhamster. Ein Märchen. Dresden 1954 (unveröffentlicht)
- Flöte im Schnee. Gedichte aus dem Erzgebirge. 1959
- Ahrenshoop. Gedichte 1962 (unveröffentl.)
- Legendenspiel auf St. Hubertus (für die Kath. Gemeinde Weißer Hirsch) in 6 Bildern